# Świat Wayne’a 2
Świat Wayne’a 2 (ang. Wayne's World 2) – amerykańska komedia filmowa z 1993 roku w reżyserii Stephena Surjika. Sequel filmu Świat Wayne’a (1992). Zdjęcia kręcono w Kalifornii oraz w Chicago.

## Obsada
- Mike Myers jako Wayne Campbell
- Dana Carvey jako Garth Algar
- Tia Carrere jako Cassandra Wong
- Christopher Walken jako Bobby Cahn
- Ralph Brown jako Del Preston
- James Hong jako Jeff Wong
- Kim Basinger jako Honey Hornee
- Jim Downey jako Jeff Wong (dubbing)
- Chris Farley jako Milton
- Michael A. Nickles jako Jim Morrison
- Larry Sellers jako nagi Indianin
- Frank DiLeo jako Frankie 'Mr. Big' Sharp
- Lee Tergesen jako Terry

### Występy gościnne
- Drew Barrymore jako Bjergen Kjergen
- Olivia d’Abo jako Betty Jo
- Charlton Heston jako „dobry aktor”, zastępuje Ala Hansena
- Jay Leno jako on sam
- Heather Locklear jako ona sama
- Ted McGinley jako „Mr. Scream”
- Tim Meadows jako Sammy Davis Jr.
- Ed O’Neill jako Glen
- Kevin Pollak jako pracownik urzędu
- Robert Smigel i Bob Odenkirk jako frajerzy za kulisami koncertu
- Bobby Slayton jako człowiek z arbuzem
- Harry Shearer jako „przystojny Dan”
- Rip Taylor jako on sam
- Aerosmith jako Aerosmith
- Rich Fulcher jako dubel Gartha podczas „wycieczki do Londynu”